# Abbaye de Bebenhausen
L’abbaye de Bebenhausen est une ancienne abbaye de prémontrés puis de cisterciens, située dans la commune de Tübingen, en Bade-Wurtemberg. Fondée à la fin du XIIe siècle, elle est fermée par la Réforme en 1560. Extrêmement bien préservée, elle constitue une attraction touristique importante.

## Localisation
L'abbaye de Bebenhausen est située administrativement dans la commune universitaire de Tübingen. Cependant, elle est assez loin du centre, au cœur du petit hameau éponyme, situé au nord de la ville, dans la vallée creusée par le Goldersbach (de). L'abbaye fait donc partie du parc naturel de Schönbuch (de).

## Histoire

### Fondation prémontrée

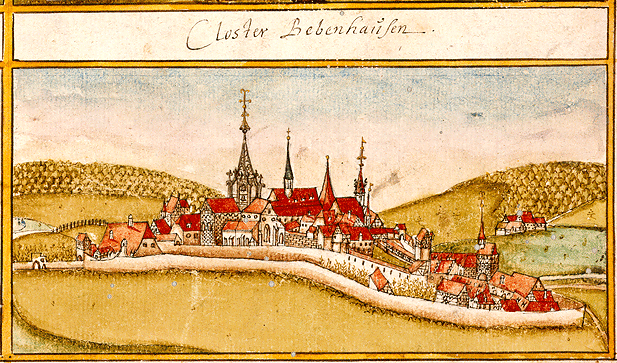
Représentation médiévale de l'abbaye.

En 1183, Frédéric VI, duc de Souabe, confie aux prémontrés la construction d'une abbaye sur son fief, à Bebenhausen. Mais, le 1er juin 1187, pour des raisons inconnues, les Prémontrés préfèrent quitter le lieu. Ils laissent une première église, romane, non voûtée.

### Intégration dans l'ordre cistercien
En 1189, il demande aux cisterciens, alors en plein essor, notamment dans les pays germaniques, de reprendre l'établissement. Ceux-ci arrivent de la maison-mère de Schönau le 29 octobre 1190. Le pape Innocent III confirme les chartes de fondation de l'abbaye en 1204.

### Période de prospérité médiévale

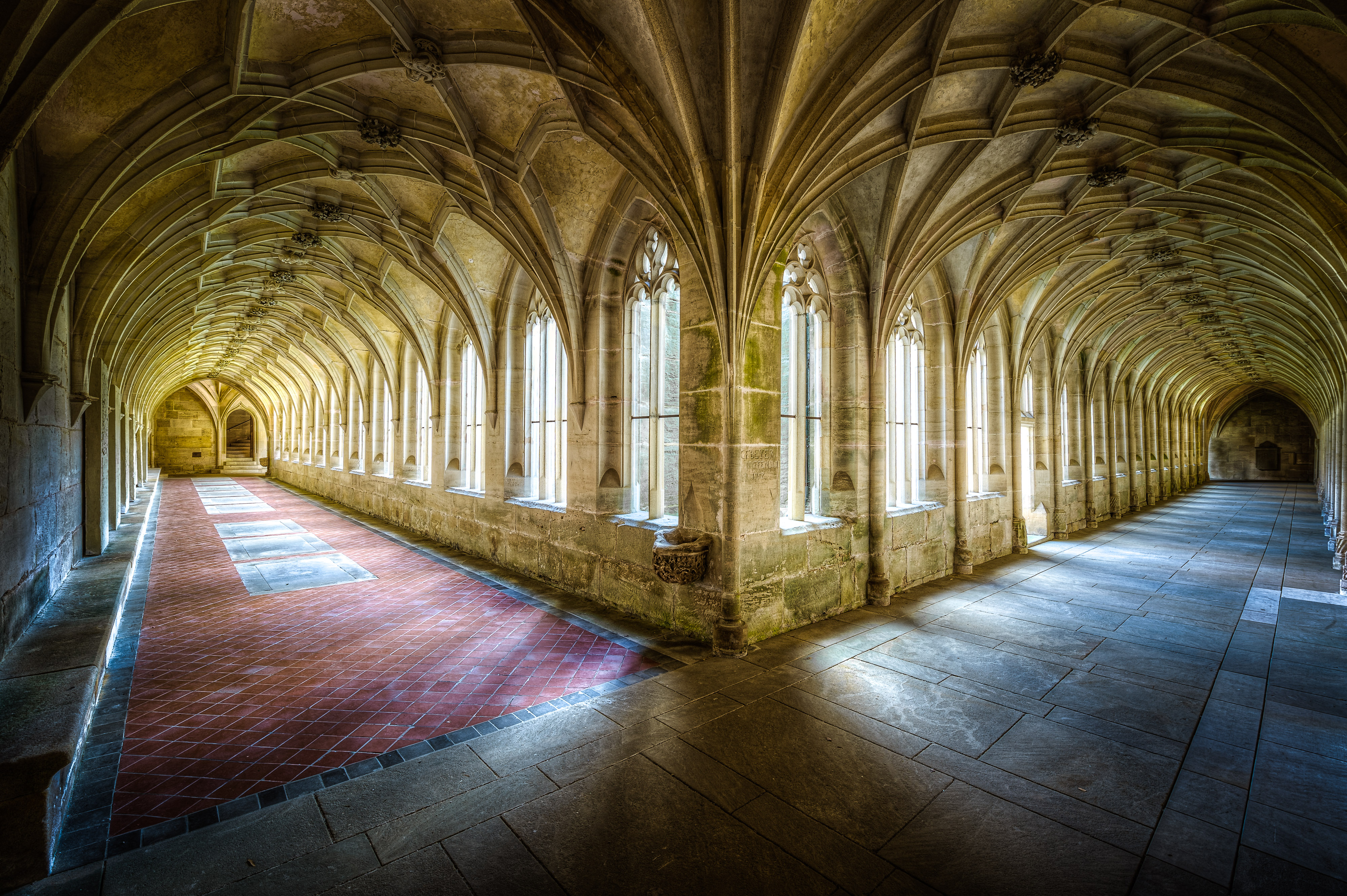
Le cloître de l'abbaye de Bebenhausen.

Fort de cette protection, l'abbaye se développe jusqu'à devenir l'un des plus prospères établissements de la région. Au XIIIe siècle, elle compte 80 moines et cent trente convers. L'église abbatiale, de style gothique, est consacrée en 1228. La construction de l'aile des moines (aile orientale) se prolonge en conséquence de l'affluence monastique jusqu'en 1250.
La prospérité économique s'accroît également, avec la construction de sept granges agricoles dès 1229 ; son influence économique est sensible jusqu'en Forêt-Noire, dans la moyenne vallée du Neckar et le Jura souabe.

### Le temps des crises
Au XIVe siècle, si le nombre des frères convers stagne, celui des moines s'est réduit de moitié : on ne compte plus que quarante à cinquante frères dans le monastère. À l'inverse, en 1494, on compte cinquante-six moines, sans compter six novices, mais seulement quatre frères convers. En 1534, on compte trente-six moines. C'est vers cette époque qu'on constate un net relâchement de la règle monastique. Par exemple, en 1513, l'ancien réfectoire des convers n'a plus vocation d'être, ces derniers étant trop peu nombreux. Il est réaménagé en réfectoire d'hiver (chauffé) des moines. Entre 1513 et 1516, le dortoir des moines est divisé en chambres individuelles.
Les difficultés sont également économiques et financières : aux XIVe et XVe siècles, l'abbaye doit vendre une partie de ses possessions foncières, pour payer ses dettes.

### La disparition de l'abbaye

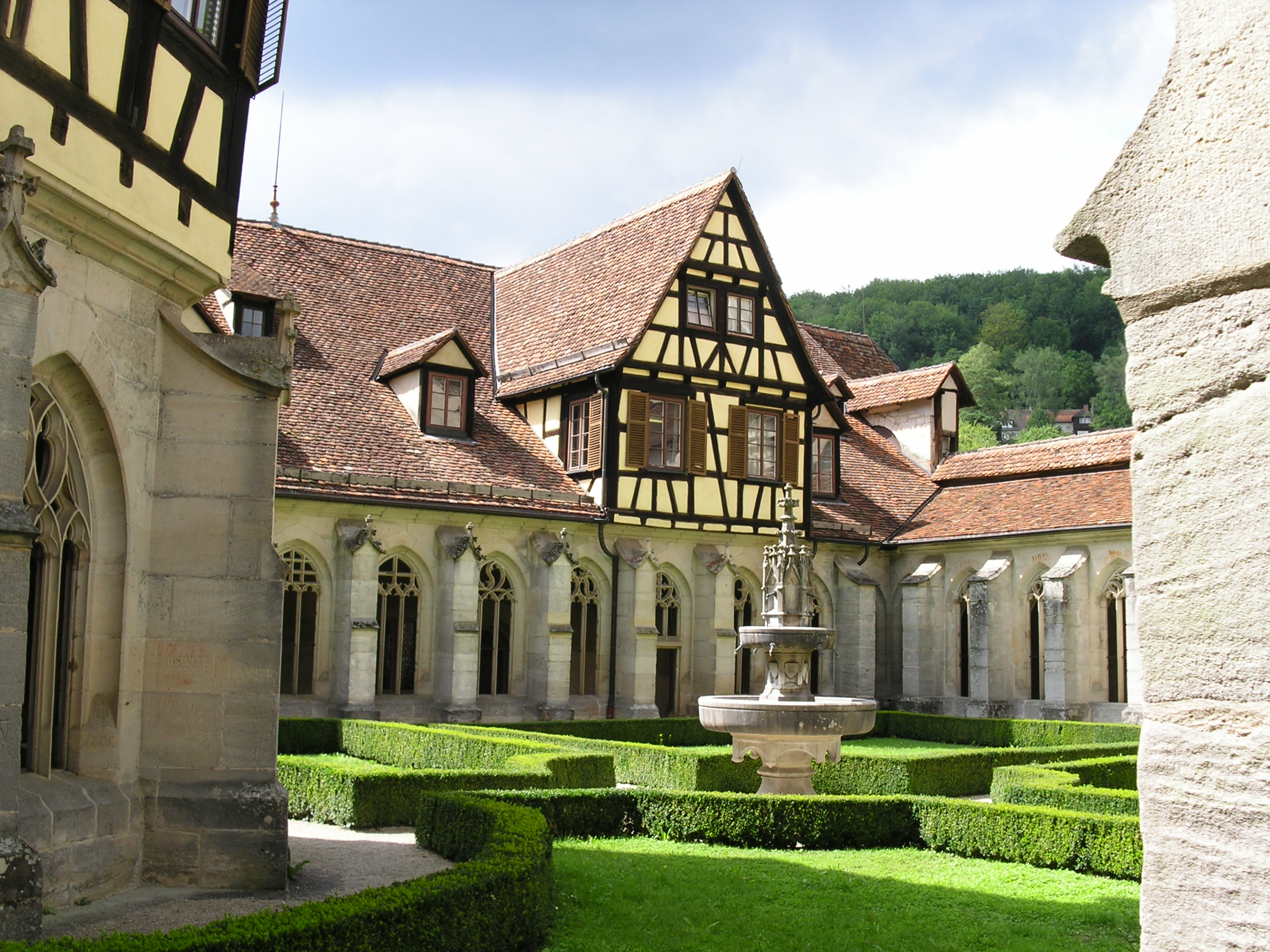
Le cloître de l'abbaye.

La Réforme induit de grands changements à l'abbaye. Dès la mort de l'abbé en décembre 1534, la moitié des trente-six moines choisit de rester catholique, l'autre moitié se tournant vers le protestantisme. Dès le 17 novembre 1535, les quatorze derniers moines catholiques quittent l'abbaye, certains pour Salem, d'autres pour Stams, la plupart des convers pour Tennenbach. Cependant, de brefs épisodes de reprise de la vie monastique ont lieu, de 1549 à 1560, de 1630 à 1632, enfin entre 1634 et 1649.
Dans l'intervalle, le 9 janvier 1556, l'ancienne abbaye est érigée en monastère-école luthérien, équivalent protestant d'un séminaire ; cette institution perdure jusqu'en 1806-1807, date à laquelle elle est à son tour sécularisée par les troupes de Napoléon. En 1566, les premières travées de l'église abbatiale sont démolies, ne restent que les dernières travées de la nef, le transept et le chœur. L'ancienne abbatiale dessert aujourd'hui comme église paroissiale luthérienne de l'Église protestante en Pays de Wurtemberg.

### Période séculière
Au XIXe siècle, avec la fin du séminaire protestant, l'abbaye est utilisée comme pavillon de chasse par les ducs de Wurtemberg, mais, dès 1823, la famille ducale vend les bâtiments. Ils sont à nouveau rachetés par Charles Ier et restaurés pour en faire un pavillon de chasse. Après la Première Guerre mondiale, l'abbaye est transformée en résidence pour son fils Guillaume, quatrième et dernier roi de Wurtemberg, et la femme de celui-ci, Charlotte. Ils y meurent respectivement en 1921 et 1946.
De 1946 jusqu'à l'érection définitive du Land de Bade-Wurtemberg, l'assemblée constituante régionale du Wurtemberg-Hohenzollern siège dans l'ancienne abbaye. Aujourd'hui, le monastère fait partie du patrimoine de Bade-Wurtemberg, géré par l'organisme chargé des châteaux et jardins, tandis que l'ancienne abbatiale a été rendue au culte et est utilisée par la paroisse protestante.

## L'abbaye

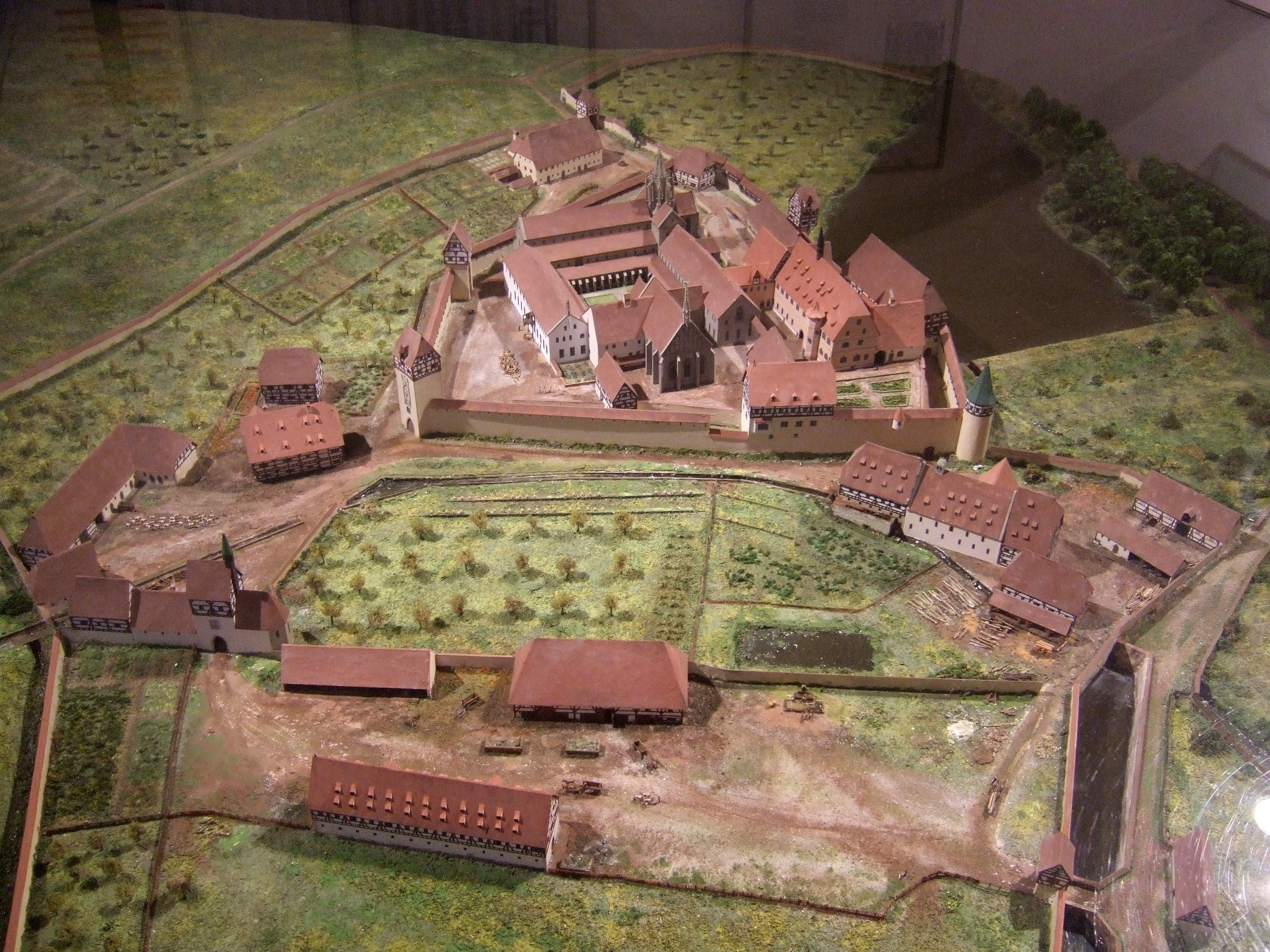
Reconstitution de l'abbaye dans son état médiéval, avec les fortifications et sans constructions profanes autour.

### L'église abbatiale

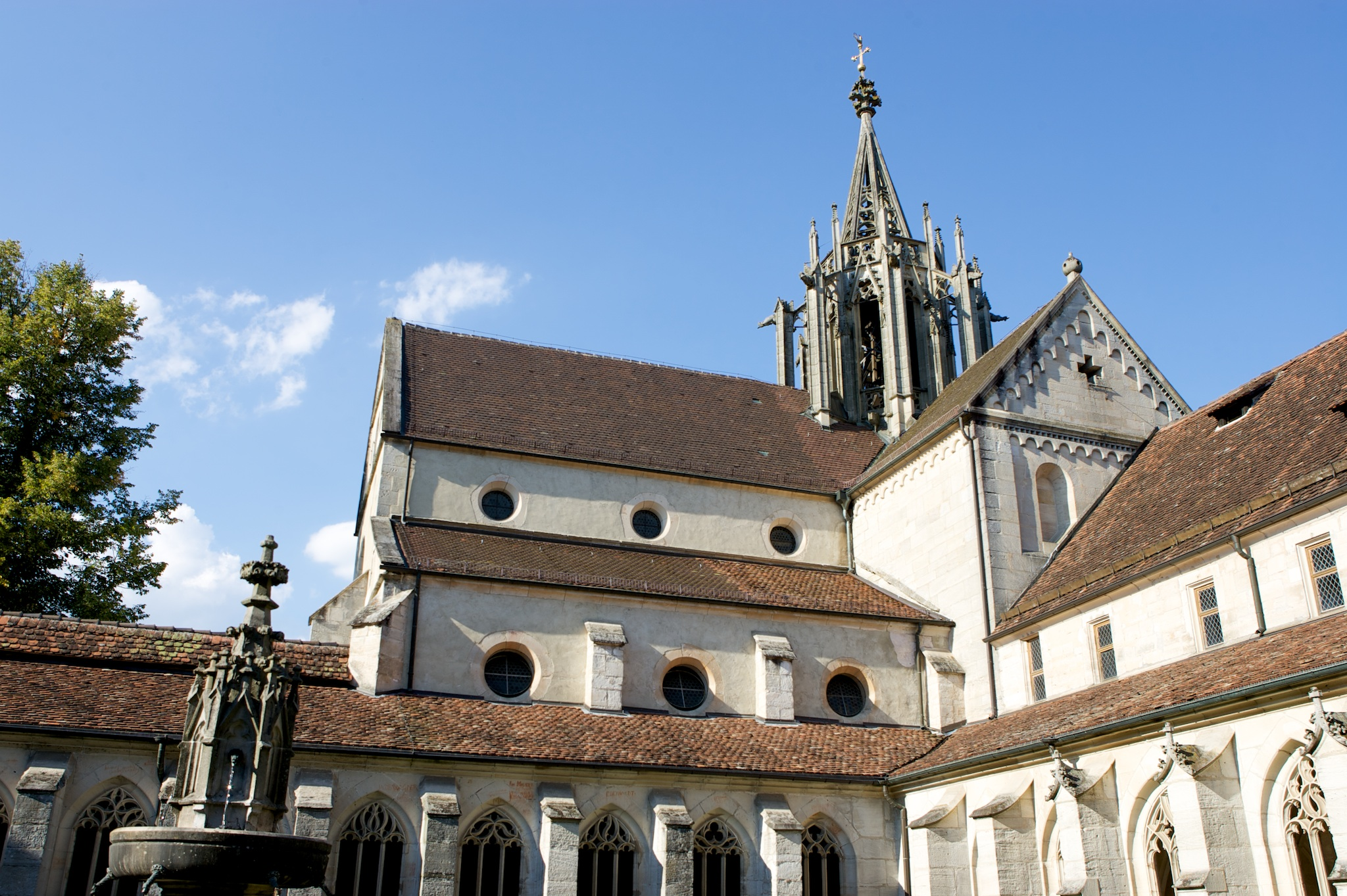
L'église abbatiale vue du cloître.

On l'a vu, l'église abbatiale, consacrée en 1228, est de style gothique. Elle a perdu ses travées occidentales en 1566, mais sa plus grande particularité architecturale est sa flèche gothique, érigée entre 1407 et 1409 par le frère convers Georg de Salem.

### Le cloître

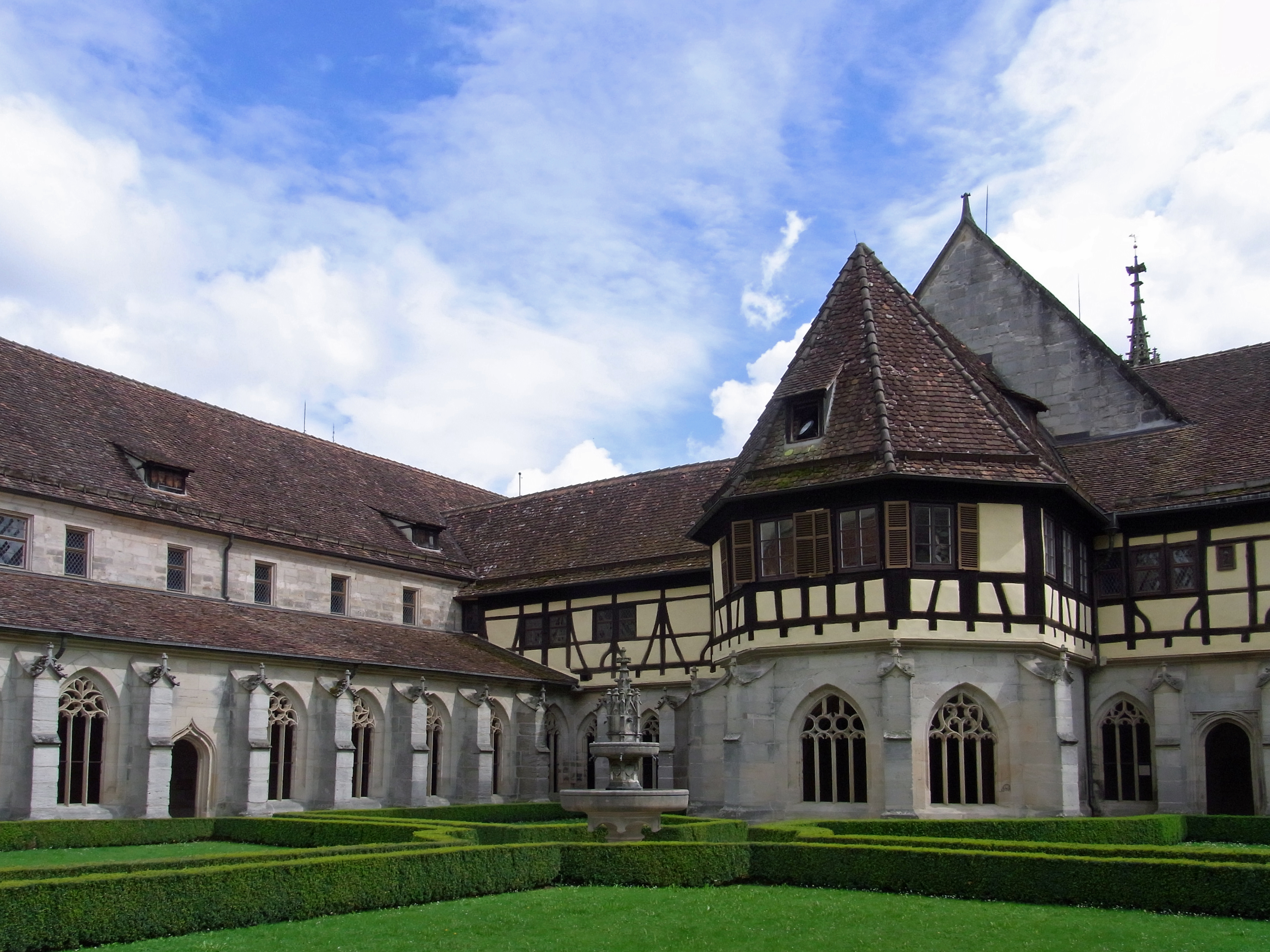
Le cloître, avec le bâtiment de la fontaine.

Le cloître gothique date du XIVe siècle. Sa principale caractéristique est d'être doté d'un petit bâtiment faisant saillie sur le côté intérieur sud ; c'est le lavabo, une fontaine, située en face du réfectoire, et qui permettait aux moines de se laver les mains avant d'entrer dans ce dernier. On retrouve ce même élément architectural à Zinna ou à Walkenried.